# Hüttenberg Land

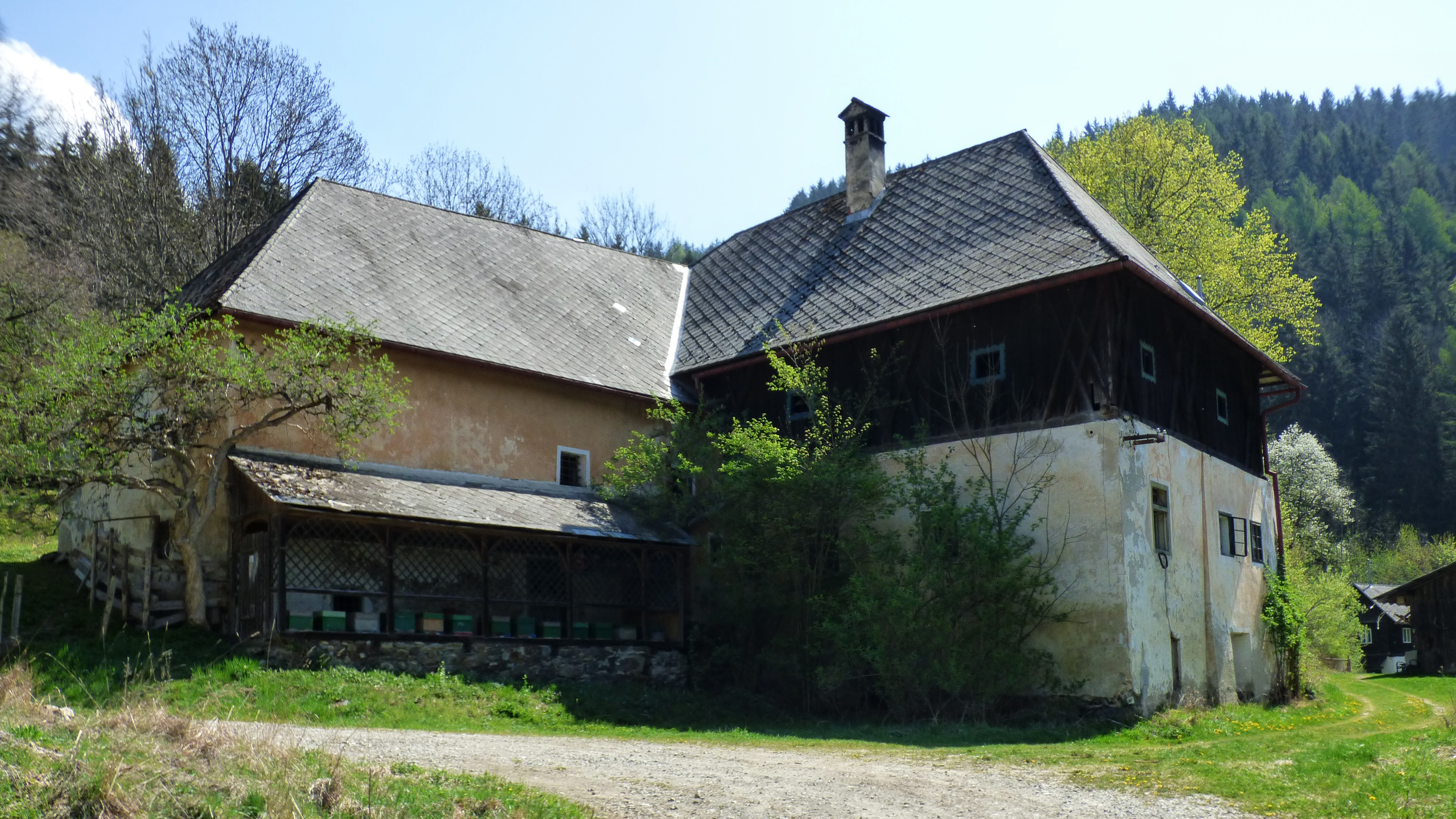
Preissenhof

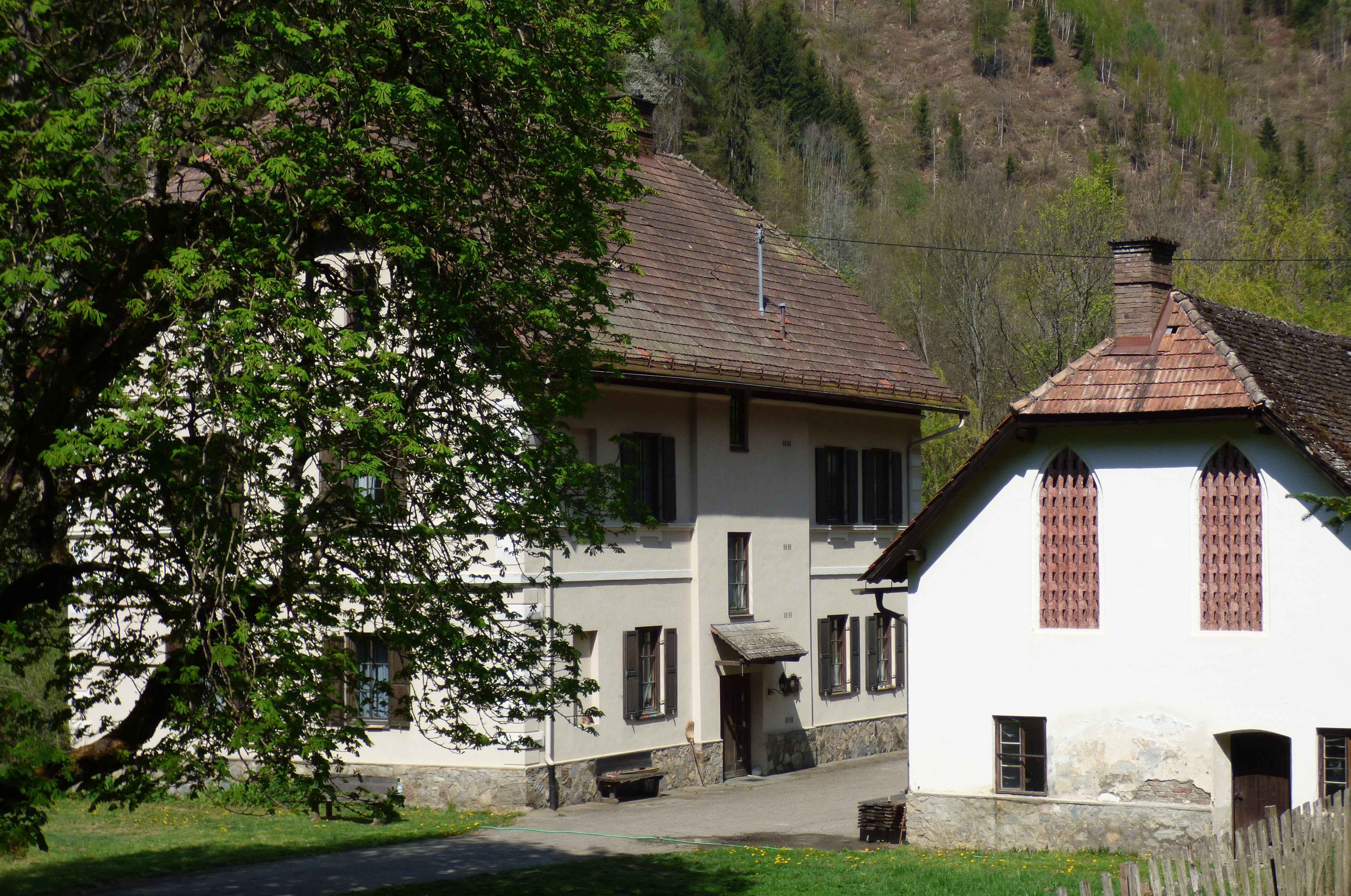
Forsthaus

Hüttenberg Land ist eine Ortschaft in der Gemeinde Hüttenberg im Bezirk Sankt Veit an der Glan in Kärnten. Die Ortschaft hat 5 Einwohner (Stand 1. Jänner 2024).

## Lage
Die Ortschaft liegt im Nordosten des Bezirks Sankt Veit an der Glan, im oberen Görtschitztal, im Westen der Gemeinde Hüttenberg. Sie umfasst jene Häuser, die auf dem Gebiet der Katastralgemeinde Hüttenberg (in den Grenzen vor 1973), doch abseits des Gemeindehauptorts liegen. Zur Ortschaft gehören somit die Höfe Hassler (Nr. 1) und Pacher (früher Unterrainer, Nr. 3) am Hang nordwestlich von Hüttenberg, das Forsthaus (Nr. 11) und der Josefibauer samt Nebengebäuden (Nr. 4 und 4a) südlich von Hüttenberg an der Görtschitz bei Gobertal, sowie der Preissenhof samt Nebengebäuden (Nr. 6 und 7) am Hang südöstlich von Hüttenberg.

## Geschichte
Der Preissenhof wird als Ansitz schon im 16. Jahrhundert erwähnt.
Seit Gründung der Gemeinden 1850 gehörte der Ort Hüttenberg Land zur Gemeinde Hüttenberg.

## Bevölkerungsentwicklung
Für die Ortschaft ermittelte man folgende Einwohnerzahlen:
- 1880: 10 Häuser, 70 Einwohner[2]
- 1890: 9 Häuser, 54 Einwohner[3]
- 1900: 9 Häuser, 50 Einwohner[4]
- 1910: 10 Häuser, 58 Einwohner[5]
- 1923: 11 Häuser, 60 Einwohner[6]
- 1934: 54 Einwohner[7]
- 1961: 8 Häuser, 41 Einwohner[8]
- 2001: 7 Gebäude (davon 3 mit Hauptwohnsitz) mit 4 Wohnungen; 8 Einwohner und 2 Nebenwohnsitzfälle; 4 Haushalte; 0 Arbeitsstätten, 2 land- und forstwirtschaftliche Betriebe[9]
- 2011: 4 Gebäude, 7 Einwohner, 3 Haushalte, 0 Arbeitsstätten[10]
- 2021: 5 Gebäude, 9 Einwohner, 4 Haushalte, 1 Arbeitsstätte[11]